# Penisola P'jagina
La penisola P'jagina (in russo полуостров Пьягина) si trova sulla costa settentrionale del mare di Ochotsk. È compresa nel territorio dell'Ol'skij rajon dell'oblast' di Magadan, nel Circondario federale dell'Estremo Oriente. La penisola si protende verso est nel golfo di Šelichov, opposta alla penisola di Koni.
Capo P'jagina è il punto più occidentale della penisola, poco distanti si trovano le isole Jam, che costituiscono la sua continuazione tettonica; il punto più meridionale è capo Babuškin (мыс Бабушкина) che delimita a ovest il golfo di Babuškin. Sulla costa meridionale, nella baia Kekurnyj si trovano le piccole isole Kekury. Nella baia Perevoločnyj (Переволочный залив), nella parte settentrionale, sfocia il fiume Jama. Il rilievo della penisola nella parte settentrionale è prevalentemente basso, la parte meridionale è per lo più montuosa. Qui si trova il punto più alto della penisola (1 156 m). 
Alcune aree della penisola fanno parte della riserva naturale statale "Magadanskij" che ha un'area complessiva di 883 817 ettari. È stata istituita nel 1982, e dal 2005 è stata inserita nella lista provvisoria dell'UNESCO.